# Суд-Карангас
Суд-Карангас (исп. Provincia de Sud Carangas, кечуа Urin Qaranqa pruwinsya) — одна из 16 провинций боливийского департамента Оруро. Площадь составляет 3 731 км². Население по данным на 2001 год — 6136 человек. Плотность населения — 1,6 чел/км². Столица — город Андамарка.

## География
Расположена в центральной части департамента. Территория провинции протянулась на 60 км с севера на юг и на 100 км с запада на восток. Граничит с провинциями: Карангас (на северо-западе), Литорал (на западе), Саукари (на северо-востоке), Ладислао-Кабрера (на юге), Себастьян-Пагадор (на юго-востоке) и Поопо (на северо-востоке).

## Население
Языком аймара владеет 96,5 % населения провинции; испанским — 78,1 %; кечуа — 46 %. Католики составляют 74,8 %; протестанты — 18,9 %. 77,9 % населения заняты в сельском хозяйстве (на 2001 год). По данным переписи 1992 года население Суд-Карангас составляло 4028 человек.

## Административное деление
В административном отношении провинция подразделяется на 2 муниципалитета:
- Андамарка
- Белен-де-Андамарка